# Pasquale Anfossi
Pasquale Anfossi, né le 5 avril 1727 à Taggia et mort en février 1797 à Rome, est un compositeur italien.
Sa production de 1774 à 1789 compte une quarantaine d'opéras, tant seria que buffa, joués dans les principaux théâtres de l'époque : Naples, Rome, Pistoia, Venise, Milan, Bologne, Florence, Pise, Prato, Turin, Reggio Emilia et, à l'étranger, Paris, Vienne, Dresde, Londres et Prague, pour ne citer que quelques-unes des villes qui l'ont accueilli.

## Biographie
Bien que très apprécié à son époque, Anfossi est un de ces compositeurs du XVIIIe siècle, un siècle dont la fin est dominée par le génie de Mozart, qui attendent toujours une étude poussée de son œuvre. On garde aujourd'hui son souvenir au travers d'une soixantaine d'opéras qui sont arrivés jusqu'à nous.
Vers 1752, Pasquale Anfossi est diplômé du conservatoire de Santa Maria di Loreto à Naples, où il s'était spécialisé dans le violon. D'ailleurs, durant la dizaine d'années qui suivent, il poursuit une carrière de violoniste au sein de plusieurs orchestres dans la région de Naples, puis dans d'autres régions de l'Italie. Vers les années 1755-1765, Anfossi étudie probablement la composition avec Antonio Sacchini et Niccolò Piccinni, ce dernier exerçant une certaine influence sur son premier style. C'est ainsi qu'en 1763, son premier opéra « La Serva spirituosa » (« La Servante spirituelle ») est monté. Celui-ci ainsi que les opéras qu'il compose au cours des dix années suivantes reçoivent un accueil modéré.

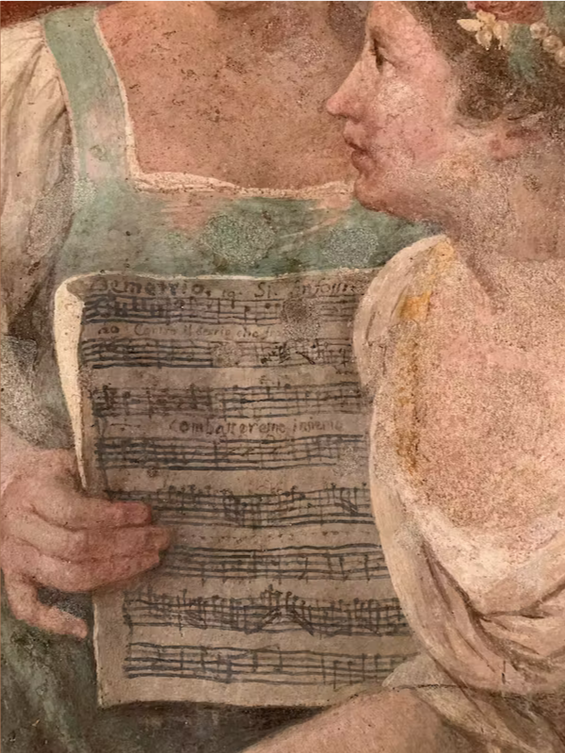
Jacopo Guarana, Apollon dirigeant un chœur de jeunes filles (1776-77). Fresque à l'Ospedaletto de Venise. Détail. Partition de lAntigono de Pasquale Anfossi.

De 1771 à 1780 (ou de 1773 à 1782), Anfossi est maître de chœur à l'Ospedale dei Derelitti (Ospedaletto) de Venise, un hospice musicien. Il y compose de nombreux motets, oratorios et antiennes mariales. En 1773, son opéra bouffe « L'Incognita perseguitata » (« L'Inconnue persécutée ») est un énorme succès et fait de lui une célébrité. Jusqu'en 1782, il écrivit une trentaine d'opéras qui furent principalement joués à Venise et à Rome, occasionnellement dans le reste de l'Italie et à Vienne. De 1782 à 1786, Anfossi est directeur du King's Theatre à Londres. Il y dirige cinq nouveaux opéras de son cru et supervise plusieurs représentations d'œuvres d'autres compositeurs, comme « Orfeo ed Euridice » (« Orphée et Eurydice ») de Gluck, avec des musiques additionnelles de Haendel et de Jean Chrétien Bach. Au sujet de son dernier opéra à Londres, L'inglese in italia, un critique écrivit : « La musique souffre visiblement d'une monotonie fatigante ». Anfossi retourna en Italie et, au carnaval de 1787, il réussit à conquérir à nouveau les Romains avec la farsetta Le pazzie de' gelosi. Cependant, en 1789, la production ininterrompue de nouveaux opéras de sa plume depuis vingt ans s'interrompit immédiatement et Anfossi se limita désormais à la musique sacrée. En 1792 il est nommé maître de chapelle de la Basilique Saint-Jean de Latran à Rome, un poste qu'il conserve jusqu'à sa mort.
Mozart et Anfossi collaborent à plusieurs reprises, le premier écrit d'ailleurs quatre arias pour le « Il curioso indiscreto » (« Le Curieux indiscret ») ainsi qu'un pour « Le Gelosie fortunate » (« Les Jalousies heureuses »), sans oublier sa contredanse « Il Trionfo delle donne » (« Le Triomphe des femmes », KV 607) composée en utilisant des thèmes de « La Forza delle donne » (« La Puissance des femmes »).
Outre « L'Incognita perseguitata » (1776, 1781-1783) et « Il curioso indiscreto », plusieurs de ses opéras ont été publiés et donnés en France, comme : « La Finta giardiniera » (« La Fausse jardinière »), « Il Geloso in cimento » (« Le Jaloux à l'épreuve ») en 1778-1779, « Le Tuteur avare » (en 1787), « Gl'Artigiani » (« Les Artisans », livret de Giuseppe Maria Foppa), « I Viaggiatori felici » (« Les Voyageurs heureux »).
Son style tardif est caractérisé par une utilisation plus fréquente des silences, moins ornementé avec des mélodies plus chaudes et un accompagnement orchestral imaginatif, particulièrement dans son emploi des vents.
Pasquale Anfossi est le compositeur de 75 opéras environ, complétés de messes, de motets et d'au moins 20 oratorios.

## Œuvre
L'œuvre d'Anfossi ne peut être évaluée dans son intégralité ; en plus de 20 oratorios en latin et en italien, il a certainement composé entre 1758 et 1794 un total de peut-être 76 opéras (la plupart sur des livrets de Metastasio), qui sont tous disponibles uniquement sous forme manuscrite et dont la critique stylistique n'a pas été très étudiée. Son œuvre de jeunesse est, de manière compréhensible, étroitement apparentée au style de ses maîtres Piccini et Sacchini, avec des  gammes diatoniques, une harmonie quelque peu inexpressive et, ici et là, des mélodies inspirées. Son style d'orchestration a évolué au cours de sa carrière ; il a obtenu des effets plus colorés grâce à l'utilisation efficace d'instruments à vent. Jusqu'au milieu des années 1770, il semblait préférer dans ses opera seria l'aria da capo pur et démodé, pour passer ensuite, comme auparavant dans ses œuvres comiques, à des formes plus libres. Les formes plus grandes semblaient lui convenir, et il avait manifestement une prédilection pour les moments et les personnages sentimentaux.
De manière générale, sa musique a été critiquée comme n'étant pas suffisamment dramatique et faible dans la caractérisation. Ses personnages buffo sont loin d'avoir l'originalité de ceux de ses contemporains comme Cimarosa et Paisiello, tandis que sa musique seria ne peut nier un certain formalisme. Les contemporains (Gerber, 1790) soulignent à leur tour l'originalité de ses finales buffa et de son accompagnement instrumental, avec lesquels il a manifestement été l'un des précurseurs des opéras de Mozart.
Anfossi est longtemps tombé dans l'oubli en tant que compositeur d'opéras, car malgré sa grande popularité auprès de ses contemporains, ses œuvres étaient déjà éclipsées par celles d'un Salieri, Rossini ou Mozart au cours du XIXe siècle. Néanmoins, Johann Wolfgang von Goethe, en tant que directeur de théâtre à Weimar, mit en scène La Maga Circe (La magicienne Circé) d'Anfossi. Il avait retravaillé le livret avec Christian August Vulpius et prévoyait également une extension qui n'a jamais vu le jour.
Ce n'est que depuis une vingtaine d'années que l'œuvre d'Anfossi est à nouveau appréciée à travers diverses mises en scène et enregistrements, comme par exemple celui de Giuseppe riconosciuto. Des œuvres d'Anfossi ont également été jouées lors du Sommerfestspiele de Salzburg en 2005.

## Considérations sur l'artiste
Anfossi fut l'un des protagonistes de l'école napolitaine de musique, avec Pietro Alessandro Guglielmi, Niccolò Piccinni et Tommaso Traetta, et les plus jeunes Giovanni Paisiello et Domenico Cimarosa menèrent l'opera buffa à son plus haut degré de splendeur.
Pasquale Anfossi a réussi à développer dans ses opéras une veine lyrique tendre et gracieuse, capable de passer facilement au comique, en utilisant des procédés qui seront repris plus tard par Paisiello.
Dans l'opera seria, la production d'Anfossi est résolument orientée vers la réforme de Gluck et Traetta. Son originalité, tout en suivant les voies habituelles, est marquée par une musicalité d'une grande puissance dramatique.
Sa contribution réussie à la musique sacrée se traduit par une bonne production de messes, antiphonies, oratorios, etc. En oratorio, son œuvre la plus appréciée est La Betulia liberata, d'autres oratorios Sant'Elena al Calvario, Giuseppe riconosciuto (sur un texte de Metastasio), Ester et Il Sacrificio di Noè.
En outre, Anfossi faisait partie du grand groupe d'adeptes de la sinfonia, une forme musicale que l'école de musique napolitaine, avec le grand nombre de musiciens qui y ont été formés à partir d'Alessandro Scarlatti, a consolidée et développée. Parmi les symphonies les plus célèbres figure l'ouverture de Il geloso in cimento (J. D22), cataloguée par Joyce L. Johnson en 1983 et connue sous le faux nom de Sinfonia Venezia, qui figurait sur la page de titre d'un manuscrit trouvé à Naples et ainsi rapportée dans le livret édité par Sandro Cappelletto du CD Sinfonie Napolitane publié par Antes Concerto - Milano en 1997 et interprété par l'Orchestre de chambre de Naples sous la direction d'Enzo Amato.
En ce qui concerne la musique de circonstance, la cantate « L'Armonia », spécialement composée et interprétée par la célèbre soprano Brigida Giorgi Banti de Monticello à Venise, au Teatro San Benedetto en 1790, mérite certainement d'être mentionnée. La musique, que l'on croyait disparue, a heureusement été retrouvée par le musicologue Mario Genesi en 2022.

## Œuvres (sélection )

### Opéras
| Œuvre                  | Première      | Genre             | Librettiste                                                          |
| ---------------------- | ------------- | ----------------- | -------------------------------------------------------------------- |
| La clemenza di Tito    | Rome, 1769    | Dramma per musica | Pietro Metastasio                                                    |
| Nitteti                | Naples, 1771  | Dramma per musica | Pietro Metastasio                                                    |
| Demofoonte             | Rome, 1771    | Dramma per musica | Pietro Metastasio                                                    |
| Quinto Fabio           | Rome, 1771    | Dramma per musica | Apostolo Zeno                                                        |
| Alessandro nelle Indie | Rome, 1772    | Opera seria       | Pietro Metastasio                                                    |
| Antigono               | Venise, 1773  | Opera seria       | Pietro Metastasio                                                    |
| L’olimpiade            | Venise, 1774  | Dramma per musica | Pietro Metastasio                                                    |
| Achille in Sciro       | Rome, 1774    | Dramma per musica | Pietro Metastasio                                                    |
| La finta giardiniera   | Rome, 1774    | Dramma giocoso    | inconnu                                                              |
| Il geloso in cimento   | Vienne, 1774  | Dramma giocoso    | Giovanni Bertati, d'après Carlo Goldoni                              |
| Lucio Silla            | Venise, 1774  | Dramma per musica | Giovanni Bertati? d'après Giovanni de Gamerra                        |
| L’Avaro                | Venise, 1775  | Dramma giocoso    | Giovanni Bertati                                                     |
| Didone abbandonata     | Venise, 1775  | Dramma per musica | Pietro Metastasio                                                    |
| Giuseppe riconosciuto  | Rome, 1776    | Oratorio          | Pietro Metastasio                                                    |
| La vera costanza       | Rome, 1776    | Dramma giocoso    | F. Puttini                                                           |
| Adriano in Siria       | Padoue, 1777  | Dramma per musica | Pietro Metastasio                                                    |
| Il curioso indiscreto  | Rome, 1777    | Dramma giocoso    | Giovanni Bertati ou G. Petrosellini d'après Don Quixote de Cervantes |
| Sant’Elena al Calvario | Rome, 1777    | Oratorio          | Pietro Metastasio                                                    |
| Ezio                   | Venise, 1778  | Dramma per musica | Pietro Metastasio                                                    |
| Cleopatra              | Mailand, 1779 | Dramma serio      | M. Verazi                                                            |
| I viaggiatori felici   | Venise, 1780  | Dramma giocoso    | F. Livigni                                                           |
| La Betulia liberata    | 1781          | Oratorio          | Pietro Metastasio                                                    |
| Issipile               | Londres, 1784 | Opera seria       | Antonio Andrei d'après Pietro Metastasio                             |
| Artaserse              | Rome, 1788    | Opera seria       | Pietro Metastasio                                                    |
| Zenobia di Palmir      | Venise, 1789  | Dramma per musica | Gaetano Sertor                                                       |

### Cantates
- I dioscuri (livret de Saverio Mattei et Giovanni Battista Basso-Bassi, 1771, Teatro San Carlo de Naples avec Gaspare Pacchierotti)
- L'armonia (livret de Mattia Butturini, 1790, Venise)

### Musique sacrée

#### Oratorios
- La madre dei Maccabei (livret de Giuseppe Barbieri, 1765, Roma)
- Noe sacrificium (1769, Venezia o Firenze)
- Carmina sacra canenda in nosocomio pauperum derelictorum (1773, Venezia)
- Jerusalem eversa (1774, Venezia)
- David contra Philisthaeos (1775, Venezia)
- Giuseppe riconosciuto (livret de Pietro Metastasio, 1776, Roma)
- Carmina sacra recinenda a piis virginibus (1776, Venezia)
- Samuelis umbra (1777, Venezia)
- Virginis assumptae triumphus (1780, Venezia)
- La nascita del Redentore (livret de Giacomo Gregorio, 1780, Roma)
- Esther (1781, Venezia)
- La Betulia liberata (livret de Pietro Metastasio, 1781)
- Sedecias (1782, Venezia)
- Il sacrificio di Noè uscito dall'arca (1783, Roma)
- Prodigus (1786, Venezia)
- Sant'Elena al Calvario (livret de Pietro Metastasio, 1786, Roma)
- Ninive conversa (1787, Venezia)
- Il figliuol prodigo (livret de Carlo Antonio Femi, 1792, Roma)
- La morte di San Filippo Neri (livret de Carlo Antonio Femi, 1796, Roma)
- Gerico distrutta
- Il convito di Baldassare
- Per la nascita di Nostro Signore Gesù Cristo

#### Autres œuvres sacrées
- 6 messes
- 6 Kyrie et Gloria
- Qui Tollis
- 2 Credos
- 5 Salve regina
- Plus de 8 motets
- Miserere
- Responsori per la Settimana Santa [Répons pour la Semaine Sainte]
- Nombreux psaumes
- Diverses hymnes
- Autres œuvres sacrées mineures

### Musique instrumentale
- 67 sinfonia
- Menuet pour 2 violons et violoncelle
- 5 quintettes